# Olaus Forsberg
.

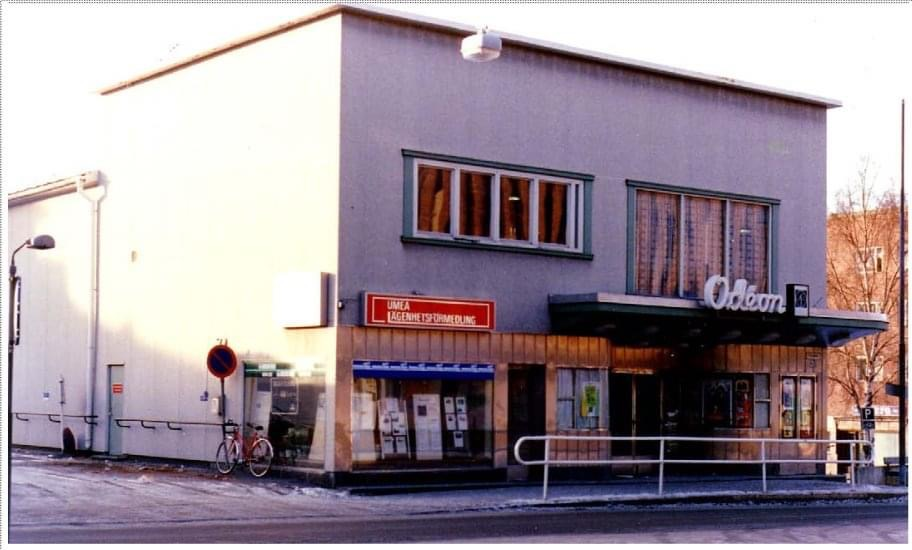
Odéonbiografen i Umeå, ritad av arkitekt Denis Sundberg, var en av de första byggnader företaget uppförde. Invigd 1939

Johan Weimar Olaus Forsberg, född 1911 i Tavelsjö, Umeå landsförsamling, död 1981, var en byggmästare i Umeå med omnejd.
Olaus Forsberg var son till jordbrukarparet Tekla och Johan Bernhard Forsberg, och växte upp i Tavelsjöbygden, knappt 3 mil norr om Umeå. 
Forsberg var i ungdomen aktiv orienterare i IFK Umeå, och vann flera distriktsmästerskap i budkavle (stafett).
Efter värnplikten i 20-årsåldern studerade Forsberg på folkhögskola innan han tog jobb i faderns byggnadsfirma. I början av 1930-talet kom han in på först Hässleholms tekniska skola och därefter Malmö tekniska läroverk, där han tog examen år 1936. Efter studierna arbetade han ett halvår på Länsarkitektkontoret i Umeå, innan han startade byggnadsfirman Olaus Forsberg & Co KB.

## Föreningsengagemang
Forsberg engagerade sig tidigt och livet igenom i olika branschorganisationer och andra föreningar. Han var medlem i Västerbottens Byggmästareförening åren 1938–1979 och var dess ordförande 1949–1979. Han var under 20 år ledamot i Byggförbundet, och en tid även representant i Svenska Arbetsgivareföreningen, samt ordförande för Västerbottens Byggbranschförening och Västerbottens Byggbetong AB. Dessutom var han ledamot i Länsarbetsnämnden, Byggarbetsnämnden och Handelsbanken i Umeå. Utöver detta var han invald i vetenskapsakademin Kungliga Skytteanska Samfundet, Ord Fellow och Rotary.
Olaus Forsberg gifte sig 1938 med Ingeborg Boström. Paret fick sex barn av vilka tre – Håkan, Anders och Hjalmar – kom att arbeta i faderns företag.
Olaus Forsberg avled 1981 i sviterna av lungcancer.